# Hszining
Hszining (Qining) (kínai: 西宁; tibeti: ཟི་ལིང་།, mongol: ᠰᠢᠨᠢᠩ) Kína Csinghaj (Qinghai) tartományának fővárosa és egyben a Csinghaj-tibeti-fennsík legnépesebb városa. A tartomány keleti részén fekvő város lakossága a 2010-es népszámlálási adatok szerint 2 208 708 fő, amelyből 1 198 304 fő él az összesen négy városi körzetben.
A település az északi selyemút Ho-hszi (Hexi) folyosójának egyik kereskedelmi központjának számít több mint kétezer éve és itt volt az erődítménye a Han-, a Szuj-, a Tang- és a Szung-dinasztiáknak a nyugati nomád népek támadásaival szemben. Jóllehet Hszining (Qining) sokáig Kanszu (Gansu) tartományhoz tartozott, 1928-ban azonban Csinghaj (Qinghai) részévé vált. A térségben több jelentős muszlim és buddhista vallási helyszín található, köztük a  Tongkuan mecset és a Taer kolostor. A város a Huang-sui (Huangshui)-folyó völgyében fekszik és a tengerszint feletti magasságának köszönhetően az éghajlata hideg mérsékelt. A várost összeköti a Csinghaj–Tibet-vasútvonal a tibeti Lhászával és Kanszu (Gansu) tartomány székhelyével, Lancsou (Lanzhou) várossal.

## Története

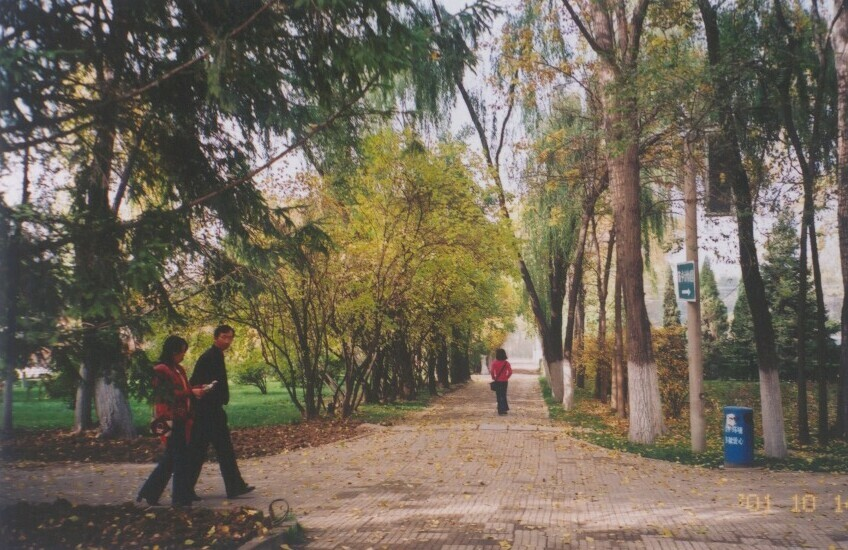
A város központjában található Népliget Hszining legnagyobb parkja

Hszining a Tibet felé vezető selyemút egyik fontos állomása volt, ahol főleg fával, gyapjúval és sóval kereskedtek az ókorban. Ez a kereskedelmi útvonal a selyemút északi vonalhálózatának a részét képezte, amelyen jelentősen megnőtt a forgalom az i.e. 1. században, miután a Han-dinasztia kiterjesztette a hatalmát ezen a területen.
A Han-dinasztia idején (206 BC – 220 AD) egy Lin-csiang (Linqiang) nevű települést hoztak létre, hogy felügyelje a helyi csiang (qiang) törzs tagjait. tribesmen. Szintén a Szui- (581–618) és a Tang-dinasztia (618–907) korában a település határvidékének és rendre kiújuló csatározások helyszínének számított. 763-ban a területet megszállták a tibetiek, akik átkeresztelték a helyet Csing-tang-cseng (Qingtangcheng) névre. 1104-ben a Szung-dinasztia visszahódította a települést, amely ekkor kapta a jelenlegi Hszining (Qining) (jelentése: "béke a nyugaton") nevet és a prefektusi vagy szuper prefektusi rangot. A 16. század végén alapították a várostól mintegy 16 km-re a Taer kolostort, amelynek révén a sárga kalapos buddhista szekta, a tibeti buddhizmus egyik iskolájának, a Gelugpának a fontos vallási központjává vált.
1927. május 22-én egy Richter-skála szerint 8,6-os erősségű földrengés rázta meg a területet, amelynek következtében mintegy 200 000 ember vesztette életét.

## Népesség
| 2010 | 2 208 708 |
| 2020 | 2 467 965 |